# Jean-François-Henri Collot
Jean-François-Henri Collot (* 26. Januar 1716 in Pont-d’Arches, Charleville; † Oktober 1802 in Mesnil, Châlons-sur-Marne) war ein französischer Autor und Enzyklopädist.

## Leben
Collot war Kommissar in der Kommandoabteilung bei Militär, commissaire ordonnateur des guerres und füllte diese Funktion nacheinander in Grenoble, Rennes und Nancy aus. Nebenher schrieb er verschiedene literarische Werke.
Er redigierte die Artikel  Ouvriers étrangers und Invalides  für die Encyclopédie von Denis Diderot und Jean Baptiste le Rond d’Alembert.

## Werke (Auswahl)
- Mémoire sur la vie parmi les troupes, écrit de façon à être lu dans un couvent de religieuses. (1769)
- Satires en vers sur les innovations dans le ministère. Bâle, (1774)
- L’Officier français à l’armée, Opéra comique Grenoble, (1780)
- Épître à M. Gellée, médecin à Châlons, in Versen Annuaire du département de la Marne (1803)